# Serge Degallaix
Serge Degallaix, né le 5 septembre 1947 à Denain (Nord), est un haut fonctionnaire français.
Serge Degallaix est diplômé de l'École nationale d'administration, promotion Simone Weil (1974).

## Carrière diplomatique
En 1974, il est entré au Ministère des Affaires étrangères.
De 1989 à 1992, il est ambassadeur au Bangladesh (Dacca).
Il réintègre son poste d'ambassadeur de France en 1996 en dirigeant la représentation diplomatique de la France au Viêt Nam (Hanoï) jusqu'en 2001.
De septembre 2005 à septembre 2009, il est ambassadeur en Tunisie (Tunis).

## Autres fonctions administratives
Entre 2002 et 2005, il est le conseiller diplomatique et pour les affaires stratégiques du Premier ministre Jean-Pierre Raffarin. Il le rejoindra par la suite au sein de la Fondation Prospective et Innovation dont celui-ci prendra la présidence, en tant que directeur général.

## Faits notables
Lors de la Crise internationale des caricatures de Mahomet, alors qu'il était en poste à Tunis, Serge Degallaix a déclaré dans une interview publiée dans le journal tunisien Le Quotidien comprendre l'émotion suscitée par la publication des caricatures.
Un télégramme diplomatique de l'ambassade des États-Unis à Tunis obtenu par WikiLeaks, daté du 14 août 2007 révélait également que Serge Degallaix avait jugé, lors d'un diner avec son homologue américain, que « La Tunisie n'est pas une dictature et ses leaders sont vraiment à l'écoute du peuple. (Le gouvernement) fait des progrès sur les droits de l'homme et la liberté, même s'ils sont lents. » et d'ajouter en parlant du niveau de la corruption qu'elle était « moins que dans d'autres pays. »…  « Il ne croit pas que Ben Ali soit conscient de l'ampleur du problème ». Trois ans et demi, après avoir tenu ces propos, la Révolution tunisienne éclate et aboutit au départ du président de la République, Zine el-Abidine Ben Ali en Arabie saoudite.
À l'occasion de l'élection présidentielle de 2017, il fait partie des 60 diplomates qui apportent leur soutien à Emmanuel Macron.

## Distinctions
- Chevalier de la Légion d'honneur
- Chevalier de l'ordre national du Mérite